# Stefano Rossini
Stefano Rossini (Viadana, 2 febbraio 1971) è un allenatore di calcio ed ex calciatore italiano, di ruolo difensore, tecnico del Piacenza.

## Caratteristiche tecniche
Terzino di fascia sinistra, poteva adattarsi a giocare anche come stopper o difensore centrale.

## Carriera

### Giocatore

#### Club

##### Gli esordi
Cresciuto nel vivaio dell'Inter, passa ancora giovane al Parma dove esordisce tra i professionisti in Serie B, giocando due stagioni. Rientra quindi ai nerazzurri, con cui debutta in Serie A disputando 14 partite nel campionato 1989-1990, nel quale è chiamato a sostituire l'infortunato Andreas Brehme.

##### Gli anni della Serie A
Nel 1990 inizia la stagione con la Fiorentina, ma prima di poter disputare almeno un incontro torna in Emilia, dove rimane fino al termine della stagione. Nel 1991 è in prestito all'Udinese, come contropartita per l'acquisto di Angelo Orlando: in Friuli disputa la sua prima stagione da titolare collezionando 31 presenze. Rientra quindi all'Inter, dove non trova spazio, e nel 1993 ritorna definitivamente a Udine, dove vive una retrocessione in Serie B. Si riscatta nella stagione successiva, quando passa al Piacenza vincendo il campionato cadetto e ottenendo la prima salvezza degli emiliani nella massima serie, sempre da titolare.
Nel 1996 approda all'Atalanta, sempre in Serie A, dove rimane fino al novembre 1997 quando si trasferisce al Lecce.

##### In Serie B
Nel 1998 inizia la sua più lunga esperienza continuativa con un club: si tratta del Genoa dove rimane per tre stagioni prima di svincolarsi e approdare per un anno alla Ternana. Nel 2002 torna a vestire la maglia rosso-blu per un'altra stagione, in cambio di Andrea Sussi.
Nel 2003 passa al Como, retrocesso in Serie B: i lariani retrocedono di nuovo e al termine della stagione rimane senza squadra.

##### Le ultime stagioni
Nel dicembre 2004 si accorda con la Cremonese dove gioca per una stagione e mezza conquistando la promozione in Serie B. Nel novembre 2006 passa alla Reggiana ma al termine della stagione è nuovamente senza contratto.
Nel gennaio 2008 sigla un contratto con il Pizzighettone con cui conclude la sua carriera da professionista. La stagione successiva si unisce al Fidenza che disputa il campionato di Eccellenza dell'Emilia-Romagna. Nella stagione 2009-2010 ha giocato per l'Oltrepo, in Serie D; svincolato, si accasa alla LibertasSpes, squadra piacentina che milita nel campionato di Promozione, con il doppio incarico di giocatore e allenatore delle giovanili. Nella stagione 2011-2012 si trasferisce al Fiore, altra squadra piacentina del campionato di Promozione.

#### Nazionale
Con la maglia della nazionale Under-21 vanta due partecipazioni agli europei di categoria, del 1990 e quelli vittoriosi del 1992. Ha inoltre fatto parte della spedizione ai Giochi Olimpici del 1992.

### Allenatore
Nel giugno 2013 viene nominato allenatore del Royale Fiore, formazione piacentina partecipante al campionato di Eccellenza Emilia-Romagna 2013-2014; viene esonerato nell'ottobre successivo, dopo cinque sconfitte nelle prime sei partite di campionato.
Nell'estate 2015 passa alla guida della formazione Berretti del Pavia. Il 13 dicembre seguente subentra ad interim sulla panchina della prima squadra dopo l'esonero di Michele Marcolini.
Rimane in carica una sola partita, ma non sfigurando: porta infatti a casa una vittoria per 0-2 nello scontro diretto sul campo del Pordenone, lasciando il posto il 20 dicembre al nuovo tecnico Fabio Brini, tornando a guidare la formazione Berretti.
Tuttavia esattamente 3 mesi dopo, il 13 marzo 2016, dopo la sconfitta per 0-3 sul campo del Padova viene richiamato a sedere sulla panchina della prima squadra lombarda, andando a sostituire lo stesso Brini, stavolta con un contratto fino al termine della stagione, con l'obiettivo di portare la squadra a giocarsi la promozione in Serie B tramite i play-off, in quel momento distanti 5 punti e con il terzo posto occupato dal Pordenone, con i lombardi in quinta posizione.
Il 5 ottobre 2017 subentra all'esonerato Alberto Mantelli sulla panchina della Vigor Carpaneto, in Serie D. Nella prima stagione consegue la salvezza, mentre nella seconda viene esonerato a marzo nonostante la squadra fosse al settimo posto in classifica. Nel febbraio 2021 diventa il nuovo allenatore del Borgosesia, nel campionato di Serie D 2020-2021. 
Il 4 febbraio 2022 assume la guida della Tritium, formazione di Serie D. Dopo neanche un mese, il 2 marzo, viene sollevato dall'incarico. Nell'estate successiva torna nel Piacentino sulla panchina del Nibbiano&Valtidone, dal quale viene esonerato nel gennaio successivo.
Nell'agosto 2023 fa ritorno dopo quasi trent'anni al Piacenza, come allenatore della formazione Under 19. Il 1º novembre successivo viene promosso alla guida della prima squadra dopo l'esonero di Massimo Maccarone. Termina il campionato al secondo posto, dietro al Caldiero, e viene confermato per la stagione 2024-25. Il 7 ottobre 2024 dopo il pareggio con il fanalino di coda Progresso ed essere scivolati a meno 7 dalla prima posizione viene sollevato dall'incarico; il 19 novembre successivo, dopo l'esonero di Carmine Parlato e l'interregno lampo di Simone Bentivoglio, viene richiamato alla guida della squadra. 

## Statistiche

### Presenze e reti nei club
Statistiche aggiornate al termine della carriera.
| Stagione         | Squadra          | Campionato       | Campionato | Campionato | Coppe nazionali | Coppe nazionali | Coppe nazionali | Coppe continentali | Coppe continentali | Coppe continentali | Altre coppe | Altre coppe | Altre coppe | Totale | Totale |
| Stagione         | Squadra          | Comp             | Pres       | Reti       | Comp            | Pres            | Reti            | Comp               | Pres               | Reti               | Comp        | Pres        | Reti        | Pres   | Reti   |
| ---------------- | ---------------- | ---------------- | ---------- | ---------- | --------------- | --------------- | --------------- | ------------------ | ------------------ | ------------------ | ----------- | ----------- | ----------- | ------ | ------ |
| 1987-1988        | Parma            | B                | 3          | 0          | CI              | 0               | 0               | -                  | -                  | -                  | -           | -           | -           | 3      | 0      |
| 1988-1989        | Parma            | B                | 25         | 0          | CI              | 5               | 0               | -                  | -                  | -                  | -           | -           | -           | 30     | 0      |
| 1989-1990        | Inter            | A                | 14         | 0          | CI              | 2               | 0               | CC                 | 0                  | 0                  | SI          | 0           | 0           | 16     | 0      |
| lug.-nov. 1990   | Fiorentina       | A                | 0          | 0          | CI              | 0               | 0               | -                  | -                  | -                  | -           | -           | -           | 35     | 2      |
| nov. 1990-1991   | Parma            | A                | 7          | 0          | CI              | -               | -               | -                  | -                  | -                  | -           | -           | -           | 35     | 2      |
| Totale Parma     | Totale Parma     | Totale Parma     | 35         | 0          |                 | 5               | 0               |                    | -                  | -                  |             | -           | -           | 40     | 0      |
| 1991-1992        | Udinese          | B                | 31         | 0          | CI              | 4               | 0               | -                  | -                  | -                  | -           | -           | -           | 35     | 0      |
| 1992-1993        | Inter            | A                | 3          | 0          | CI              | 1               | 0               | -                  | -                  | -                  | -           | -           | -           | 4      | 0      |
| Totale Inter     | Totale Inter     | Totale Inter     | 17         | 0          |                 | 3               | 0               |                    | -                  | -                  |             | -           | -           | 20     | 0      |
| 1993-1994        | Udinese          | A                | 18         | 0          | CI              | 3               | 0               | -                  | -                  | -                  | -           | -           | -           | 21     | 0      |
| Totale Udinese   | Totale Udinese   | Totale Udinese   | 49         | 0          |                 | 7               | 0               |                    | -                  | -                  |             | -           | -           | 56     | 0      |
| 1994-1995        | Piacenza         | B                | 32         | 0          | CI              | 4               | 0               | -                  | -                  | -                  | -           | -           | -           | 36     | 0      |
| 1995-1996        | Piacenza         | A                | 28         | 0          | CI              | 1               | 0               | -                  | -                  | -                  | -           | -           | -           | 29     | 0      |
| Totale Piacenza  | Totale Piacenza  | Totale Piacenza  | 60         | 0          |                 | 5               | 0               |                    | -                  | -                  |             | -           | -           | 65     | 0      |
| 1996-1997        | Atalanta         | A                | 24         | 0          | CI              | 1               | 0               | -                  | -                  | -                  | -           | -           | -           | 25     | 0      |
| lug.-nov. 1997   | Atalanta         | A                | 3          | 0          | CI              | 1               | 0               | -                  | -                  | -                  | -           | -           | -           | 4      | 0      |
| Totale Atalanta  | Totale Atalanta  | Totale Atalanta  | 27         | 0          |                 | 2               | 0               |                    | -                  | -                  |             | -           | -           | 29     | 0      |
| 1997-1998        | Lecce            | A                | 24         | 0          | CI              | 1               | 0               | -                  | -                  | -                  | -           | -           | -           | 25     | 0      |
| lug.-nov. 1998   | Lecce            | A                | 1          | 0          | CI              | 0               | 0               | -                  | -                  | -                  | -           | -           | -           | 1      | 0      |
| Totale Lecce     | Totale Lecce     | Totale Lecce     | 25         | 0          |                 | 1               | 0               |                    | -                  | -                  |             | -           | -           | 26     | 0      |
| 1998-1999        | Genoa            | B                | 25         | 1          | CI              | -               | -               | -                  | -                  | -                  | -           | -           | -           | 25     | 1      |
| 1999-2000        | Genoa            | B                | 23         | 0          | CI              | 5               | 0               | -                  | -                  | -                  | -           | -           | -           | 28     | 0      |
| 2000-2001        | Genoa            | B                | 29         | 1          | CI              | 2               | 0               | -                  | -                  | -                  | -           | -           | -           | 31     | 1      |
| 2001-2002        | Ternana          | B                | 24         | 1          | CI              | 3               | 0               | -                  | -                  | -                  | -           | -           | -           | 27     | 1      |
| 2002-2003        | Genoa            | B                | 34         | 0          | CI              | 3               | 0               | -                  | -                  | -                  | -           | -           | -           | 37     | 0      |
| Totale Genoa     | Totale Genoa     | Totale Genoa     | 111        | 2          |                 | 10              | 0               |                    | -                  | -                  |             | -           | -           | 121    | 2      |
| 2003-2004        | Como             | B                | 28         | 0          | CI              | 1               | 0               | -                  | -                  | -                  | -           | -           | -           | 29     | 0      |
| gen.-giu 2005    | Cremonese        | C1               | 20         | 0          | CI              | -               | -               | -                  | -                  | -                  | SdlC        | 2           | 1           | 22     | 1      |
| 2005-2006        | Cremonese        | B                | 16         | 0          | CI              | 2               | 0               | -                  | -                  | -                  | -           | -           | -           | 18     | 0      |
| Totale Cremonese | Totale Cremonese | Totale Cremonese | 36         | 0          |                 | 2               | 0               |                    | -                  | -                  |             | 2           | 1           | 40     | 1      |
| 2006-2007        | Reggiana         | C2               | 18+2       | 0          | CI-C            | ?               | ?               | -                  | -                  | -                  | -           | -           | -           | 20+    | 0+     |
| 2007-2008        | Pizzighettone    | C2               | 3          | 0          | CI-C            | -               | -               | -                  | -                  | -                  | -           | -           | -           | 3      | 0      |
| Totale carriera  | Totale carriera  | Totale carriera  | 435        | 3          |                 | 39+             | 0+              |                    | 0                  | 0                  |             | 2           | 1           | 476+   | 4+     |

### Cronologia presenze e reti in nazionale
| Cronologia completa delle presenze e delle reti in nazionale ― Italia under 21 | Cronologia completa delle presenze e delle reti in nazionale ― Italia under 21 | Cronologia completa delle presenze e delle reti in nazionale ― Italia under 21 | Cronologia completa delle presenze e delle reti in nazionale ― Italia under 21 | Cronologia completa delle presenze e delle reti in nazionale ― Italia under 21 | Cronologia completa delle presenze e delle reti in nazionale ― Italia under 21 | Cronologia completa delle presenze e delle reti in nazionale ― Italia under 21 | Cronologia completa delle presenze e delle reti in nazionale ― Italia under 21 |
| Data                                                                           | Città                                                                          | In casa                                                                        | Risultato                                                                      | Ospiti                                                                         | Competizione                                                                   | Reti                                                                           | Note                                                                           |
| ------------------------------------------------------------------------------ | ------------------------------------------------------------------------------ | ------------------------------------------------------------------------------ | ------------------------------------------------------------------------------ | ------------------------------------------------------------------------------ | ------------------------------------------------------------------------------ | ------------------------------------------------------------------------------ | ------------------------------------------------------------------------------ |
| 21-12-1988                                                                     | Cosenza                                                                        | Italia under 21                                                                | 8 – 0                                                                          | Malta under 21                                                                 | Amichevole                                                                     | -                                                                              |                                                                                |
| 18-01-1989                                                                     | Smirne                                                                         | Turchia under 21                                                               | 2 – 2                                                                          | Italia under 21                                                                | Amichevole                                                                     | -                                                                              |                                                                                |
| 15-02-1989                                                                     | Modena                                                                         | Italia under 21                                                                | 1 – 0                                                                          | Francia under 21                                                               | Amichevole                                                                     | -                                                                              |                                                                                |
| 22-03-1989                                                                     | L'Aquila                                                                       | Italia under 21                                                                | 2 – 2                                                                          | Ungheria under 21                                                              | Amichevole                                                                     | -                                                                              |                                                                                |
| 29-03-1989                                                                     | Alba Julia                                                                     | Romania under 21                                                               | 2 – 1                                                                          | Italia under 21                                                                | Amichevole                                                                     | -                                                                              | 72’                                                                            |
| 26-04-1989                                                                     | Sion                                                                           | Svizzera under 21                                                              | 0 – 0                                                                          | Italia under 21                                                                | Qual. Europeo Under-21 1990                                                    | -                                                                              |                                                                                |
| 27-05-1989                                                                     | Novara                                                                         | Italia under 21                                                                | 1 – 0                                                                          | Spagna under 21                                                                | Amichevole                                                                     | -                                                                              |                                                                                |
| 20-09-1989                                                                     | Foggia                                                                         | Italia under 21                                                                | 1 – 1                                                                          | Bulgaria under 21                                                              | Amichevole                                                                     | -                                                                              |                                                                                |
| 04-10-1989                                                                     | San Marino                                                                     | San Marino under 21                                                            | 0 – 2                                                                          | Italia under 21                                                                | Qual. Europeo Under-21 1990                                                    | 1                                                                              |                                                                                |
| 25-10-1989                                                                     | Padova                                                                         | Italia under 21                                                                | 1 – 0                                                                          | Svizzera under 21                                                              | Qual. Europeo Under-21 1990                                                    | -                                                                              | 46’                                                                            |
| 14-11-1989                                                                     | Brighton                                                                       | Inghilterra under 21                                                           | 1 – 1                                                                          | Italia under 21                                                                | Amichevole                                                                     | -                                                                              |                                                                                |
| 29-11-1989                                                                     | Ravenna                                                                        | Italia under 21                                                                | 2 – 0                                                                          | San Marino under 21                                                            | Qual. Europeo Under-21 1990                                                    | 1                                                                              |                                                                                |
| 20-12-1989                                                                     | Valencia                                                                       | Spagna under 21                                                                | 1 – 0                                                                          | Italia under 21                                                                | Amichevole                                                                     | -                                                                              |                                                                                |
| 7-2-1990                                                                       | Reggio Emilia                                                                  | Italia under 21                                                                | 1 – 0                                                                          | Grecia under 21                                                                | Amichevole                                                                     | -                                                                              |                                                                                |
| 21-02-1990                                                                     | Ancona                                                                         | Italia under 21                                                                | 3 – 1                                                                          | Spagna under 21                                                                | Europeo Under-21 1990 - Quarti di finale - Andata                              | -                                                                              | 84’                                                                            |
| 29-03-1990                                                                     | Logroño                                                                        | Spagna under 21                                                                | 1 – 0                                                                          | Italia under 21                                                                | Europeo Under-21 1990 - Quarti di finale - Ritorno                             | -                                                                              |                                                                                |
| 11-04-1990                                                                     | Zagabria                                                                       | Jugoslavia under 21                                                            | 0 – 0                                                                          | Italia under 21                                                                | Europeo Under-21 1990 - Semifinale - Andata                                    | -                                                                              |                                                                                |
| 16-5-1990                                                                      | Lumezzane                                                                      | Italia under 21                                                                | 1 – 0                                                                          | Cipro under 21                                                                 | Amichevole                                                                     | -                                                                              |                                                                                |
| 19-12-1990                                                                     | Larnaca                                                                        | Cipro under 21                                                                 | 0 – 1                                                                          | Italia under 21                                                                | Amichevole                                                                     | -                                                                              | 82’                                                                            |
| 16-1-1991                                                                      | Atene                                                                          | Grecia under 21                                                                | 1 – 0                                                                          | Italia under 21                                                                | Amichevole                                                                     | -                                                                              |                                                                                |
| 16-10-1991                                                                     | Simferopoli                                                                    | Unione Sovietica under 21                                                      | 0 – 0                                                                          | Italia under 21                                                                | Qual. Europeo Under-21 1992                                                    | -                                                                              | 75’                                                                            |
| 29-1-1992                                                                      | Atene                                                                          | Grecia under 21                                                                | 0 – 1                                                                          | Italia under 21                                                                | Amichevole                                                                     | -                                                                              | 81’                                                                            |
| 19-2-1992                                                                      | Izmir                                                                          | Turchia under 21                                                               | 0 – 1                                                                          | Italia under 21                                                                | Amichevole                                                                     | -                                                                              | 67’                                                                            |
| 22-4-1992                                                                      | Perugia                                                                        | Italia under 21                                                                | 2 – 0                                                                          | Danimarca under 21                                                             | Europeo Under-21 1992 - Semifinale - Ritorno                                   | -                                                                              |                                                                                |
| 28-5-1992                                                                      | Ferrara                                                                        | Italia under 21                                                                | 2 – 0                                                                          | Svezia under 21                                                                | Europeo Under-21 1992 - Finale - Ritorno                                       | -                                                                              | 46’                                                                            |
| 3-6-1992                                                                       | Växjö                                                                          | Svezia under 21                                                                | 1 – 0                                                                          | Italia under 21                                                                | Europeo Under-21 1992 - Finale - Ritorno                                       | -                                                                              |                                                                                |
| Totale                                                                         |                                                                                | Presenze                                                                       | 26                                                                             |                                                                                | Reti                                                                           | 2                                                                              |                                                                                |

| Cronologia completa delle presenze e delle reti in nazionale ― Italia olimpica | Cronologia completa delle presenze e delle reti in nazionale ― Italia olimpica | Cronologia completa delle presenze e delle reti in nazionale ― Italia olimpica | Cronologia completa delle presenze e delle reti in nazionale ― Italia olimpica | Cronologia completa delle presenze e delle reti in nazionale ― Italia olimpica | Cronologia completa delle presenze e delle reti in nazionale ― Italia olimpica | Cronologia completa delle presenze e delle reti in nazionale ― Italia olimpica | Cronologia completa delle presenze e delle reti in nazionale ― Italia olimpica |
| Data                                                                           | Città                                                                          | In casa                                                                        | Risultato                                                                      | Ospiti                                                                         | Competizione                                                                   | Reti                                                                           | Note                                                                           |
| ------------------------------------------------------------------------------ | ------------------------------------------------------------------------------ | ------------------------------------------------------------------------------ | ------------------------------------------------------------------------------ | ------------------------------------------------------------------------------ | ------------------------------------------------------------------------------ | ------------------------------------------------------------------------------ | ------------------------------------------------------------------------------ |
| 10-7-1992                                                                      | Brescia                                                                        | Italia olimpica                                                                | 1 – 1                                                                          | Egitto olimpica                                                                | Amichevole                                                                     | -                                                                              | 55’                                                                            |
| 24-7-1992                                                                      | Barcellona                                                                     | Italia olimpica                                                                | 2 – 1                                                                          | Stati Uniti olimpica                                                           | Olimpiadi 1992 - 1º turno                                                      | -                                                                              | 71’                                                                            |
| 27-7-1992                                                                      | Barcellona                                                                     | Polonia olimpica                                                               | 3 – 0                                                                          | Italia olimpica                                                                | Olimpiadi 1992 - 1º turno                                                      | -                                                                              | 57’                                                                            |
| 29-7-1992                                                                      | Barcellona                                                                     | Italia olimpica                                                                | 1 – 0                                                                          | Kuwait olimpica                                                                | Olimpiadi 1992 - 1º turno                                                      | -                                                                              | 76’                                                                            |
| 1-8-1992                                                                       | Barcellona                                                                     | Spagna olimpica                                                                | 1 – 0                                                                          | Italia olimpica                                                                | Olimpiadi 1992 - Quarti di finale                                              | -                                                                              | 76’                                                                            |
| Totale                                                                         |                                                                                | Presenze                                                                       | 5                                                                              |                                                                                | Reti                                                                           | 0                                                                              |                                                                                |

### Statistiche da allenatore
Statistiche aggiornate al 11 maggio 2025.
| Stagione               | Squadra                | Campionato             | Campionato | Campionato | Campionato | Campionato | Coppe nazionali | Coppe nazionali | Coppe nazionali | Coppe nazionali | Coppe nazionali | Coppe continentali | Coppe continentali | Coppe continentali | Coppe continentali | Coppe continentali | Altre coppe | Altre coppe | Altre coppe | Altre coppe | Altre coppe | Totale | Totale | Totale | Totale | % Vittorie | Piazzamento        |
| Stagione               | Squadra                | Comp                   | G          | V          | N          | P          | Comp            | G               | V               | N               | P               | Comp               | G                  | V                  | N                  | P                  | Comp        | G           | V           | N           | P           | G      | V      | N      | P      | %          | Piazzamento        |
| ---------------------- | ---------------------- | ---------------------- | ---------- | ---------- | ---------- | ---------- | --------------- | --------------- | --------------- | --------------- | --------------- | ------------------ | ------------------ | ------------------ | ------------------ | ------------------ | ----------- | ----------- | ----------- | ----------- | ----------- | ------ | ------ | ------ | ------ | ---------- | ------------------ |
| mar.-mag. 2016         | Pavia                  | LP                     | 8          | 3          | 0          | 5          | CI+CI-LP        | -               | -               | -               | -               | -                  | -                  | -                  | -                  | -                  | -           | -           | -           | -           | -           | 8      | 3      | 0      | 5      | 37,50      | Sub., 9°           |
| ott. 2017-2018         | Vigor Carpaneto        | D                      | 32         | 7          | 18         | 7          | CI-D            | -               | -               | -               | -               | -                  | -                  | -                  | -                  | -                  | -           | -           | -           | -           | -           | 32     | 7      | 18     | 7      | 21,88      | Sub., 13°          |
| 2018-2019              | Vigor Carpaneto        | D                      | 26         | 9          | 9          | 8          | CI-D            | 1               | 0               | 0               | 1               | -                  | -                  | -                  | -                  | -                  | -           | -           | -           | -           | -           | 27     | 9      | 9      | 9      | 33,33      | Eson.              |
| ott. 2019-2020         | Vigor Carpaneto        | D                      | 18         | 7          | 6          | 5          | CI-D            | -               | -               | -               | -               | -                  | -                  | -                  | -                  | -                  | -           | -           | -           | -           | -           | 18     | 7      | 6      | 5      | 38,89      | Sub., 12°          |
| Totale Vigor Carpaneto | Totale Vigor Carpaneto | Totale Vigor Carpaneto | 76         | 23         | 33         | 20         |                 | 1               | 0               | 0               | 1               |                    | -                  | -                  | -                  | -                  |             | -           | -           | -           | -           | 77     | 23     | 33     | 21     | 29,87      |                    |
| feb.-giu. 2021         | Borgosesia             | D                      | 23         | 5          | 4          | 14         | -               | -               | -               | -               | -               | -                  | -                  | -                  | -                  | -                  | -           | -           | -           | -           | -           | 23     | 5      | 4      | 14     | 21,74      | Sub., 19°, (retr.) |
| feb.-mar. 2022         | Tritium                | D                      | 6          | 0          | 3          | 3          | CI-D            | -               | -               | -               | -               | -                  | -                  | -                  | -                  | -                  | -           | -           | -           | -           | -           | 6      | 0      | 3      | 3      | &0,00      | Sub., Eson.        |
| 2022-gen. 2023         | Nibbiano & Valtidone   | Ecc.                   | 21         | 6          | 3          | 12         | CI-Ecc.         | 5               | 3               | 2               | 0               | -                  | -                  | -                  | -                  | -                  | -           | -           | -           | -           | -           | 26     | 9      | 5      | 12     | 34,62      | Eson.              |
| nov. 2023-2024         | Piacenza               | D                      | 27+1       | 17         | 7          | 3+1        | CI-D            | -               | -               | -               | -               | -                  | -                  | -                  | -                  | -                  | -           | -           | -           | -           | -           | 28     | 17     | 7      | 4      | 60,71      | Sub., 2°           |
| 2024-2025              | Piacenza               | D                      | 27         | 9          | 9          | 9          | CI-D            | 4               | 3               | 0               | 1               | -                  | -                  | -                  | -                  | -                  | -           | -           | -           | -           | -           | 31     | 12     | 9      | 10     | 38,71      | Eson., Sub., 8°    |
| Totale Piacenza        | Totale Piacenza        | Totale Piacenza        | 55         | 26         | 16         | 13         |                 | 4               | 3               | 0               | 1               |                    | -                  | -                  | -                  | -                  |             | -           | -           | -           | -           | 59     | 29     | 16     | 14     | 49,15      |                    |
| Totale carriera        | Totale carriera        | Totale carriera        | 189        | 63         | 59         | 67         |                 | 10              | 6               | 2               | 2               |                    | -                  | -                  | -                  | -                  |             | -           | -           | -           | -           | 199    | 69     | 61     | 69     | 34,67      |                    |

## Palmarès

### Giocatore

#### Club
- Campionato italiano di Serie B: 1

Piacenza: 1994-1995
- Campionato italiano di Serie C1: 1

Cremonese: 2004-2005 (girone A)

#### Nazionale
- Campionato d'Europa Under-21: 1

1992